# ルーマニア語の文法
標準ルーマニア語（すなわち、東ロマンス語群内の「ダコ・ルーマニア語」）は、アルーマニア語、メグレノ・ルーマニア語、イストロ・ルーマニア語という、現存する他の3つの東ロマンス語の変種と、文法の大部分、そして語彙と音韻規則の大部分を共有する。
ロマンス諸語として、ルーマニア語は、より遠縁のイタリア語、フランス語、スペイン語、ポルトガル語、カタロニア語などと多くの特徴を共有する。しかし、ルーマニア語は、他の場所では失われたラテン語文法の特定の要素を保持している。これは、バルカン半島において比較的孤立していたという状況、他のロマンス語が発展した基層とは対照的な、基層における同一の文法構造の存在の可能性、そして近隣言語における類似要素の存在など、多くの要因によって説明できるだろう。ルーマニア語に存続し、他のロマンス語から消滅したラテン語の要素の一つに、名詞の形態的な格の区別がある。とはいえ、格変化は、元の6つまたは7つの形から、わずか3つの形（主格/対格、属格/与格、そして呼格）に減少している。また、イタリア語のような他のロマンス語にはごくわずかにしか見られない要素として、名詞性における中性の保存がある。
ルーマニア語は16世紀から確認されている。最初の「ルーマニア語文法」は、サムイル・ミク(Samuil Micu)とゲオルゲ・シンカイ(Gheorghe Șincai)によって1780年に出版されたElementa linguae daco-romanae sive valachicaeである。ルーマニア語文法に関する現代の著作、特にルーマニア・アカデミー（Academia Română）によって出版されたものの多くは、規範文法である。複数形の形成、動詞の活用、単語の綴りと意味などに関する規則は、言語の新しい要素を取り入れるために定期的に改訂される。

## 名詞

### 性
ルーマニア語の名詞は、男性、女性、中性の3つの性に分類される。中性は単数形では男性のように、複数形では女性のように振る舞い、ラテン語の中性とは異なり、明確な形を持たない。辞書形（単数、主格、冠詞なし）で子音または母音/半母音 -u で終わる名詞は、ほとんどが男性または中性である。-ă または -a で終わる場合は、通常女性である。複数形では、語尾 -i は一般的に男性名詞に対応し、一方、女性名詞と中性名詞はしばしば -e で終わる。共時的な観点から見ると、ルーマニア語の中性名詞は「両性具有的」とも分析でき、つまり単数形では男性、複数形では女性である（下記参照）。さらに通時的な観点から見ると、一部の言語学者は、このパターンと格の区別は、「直接的な」ラテン語中性の継続というよりも、ある意味で「再発明」されたものだと主張している。しかし、ほとんどの名詞の性は、ラテン語の分類に対応している。例えば、第一変化は女性形のままである。同様に第三変化名詞は、ラテン語からの性を保存しており、中性も含まれる。これは、ラテン語の複数形 -ores がルーマニア語の女性複数形 -uri になったことで、さらに強化された可能性が高い。第二変化名詞は、その意味的特徴に基づいて再分析された（cervus > cerb 「雄鹿」は男性形のままだが、campus > câmp 「野原」は中性になった）。第四変化に関しては、名詞は複数形の語尾に関連して分析され、第二変化に統合されるにつれて、-ores 複数形に基づいて中性と新たに割り当てられた。このように、性の変化は、異形同音と同音異義によって説明できる。
例：
- 男性: om (「人、人間」), bou (「雄牛」), copac (「木」);
- 中性: drum (「道」), cadou (「贈り物」), exemplu (「例」);
- 女性: bunică (「祖母」), carte (「本」), cafea (「コーヒー」).

人を指す名詞の場合、文法性は男性または女性のみであり、名詞の音韻に関係なく、生物学的な性別によって厳密に決定される。例えば、tată (父) や popă (司祭) のような名詞は、音韻上は典型的な女性名詞に似ているが、男性の人間を指すため男性名詞である。
ネイティブスピーカーにとって、名詞性を決定するための一般的な規則には、「1-2」テストが用いられる。これは、名詞を数詞「1」と「2」とともに、単数形と複数形の両方に活用することからなる。性別に応じて、数詞は3つの性ごとに異なる形を持つ。男性名詞は un-doi、女性名詞は o-două、中性名詞は un-două となる。
- 男性: un om', doi oameni (「一人の人間」、「二人の人間」), un iepure', doi iepuri (「一羽のウサギ」、「二羽のウサギ」)。この場合、un と doi は両方とも男性形である。
- 女性: o fată', două fete (「一人の少女」、「二人の少女」), o pasăre, două păsări (「一羽の鳥」、「二羽の鳥」)。この場合、o と două は両方とも女性形である。
- 中性: un corp', două corpuri (「一つの体」、「二つの体」), un sertar', două sertare (「一つの引き出し」、「二つの引き出し」)。この場合、un は男性形だが、două は女性形である。これは、2つの数詞が異なる性別を持つ唯一の形である。

ルーマニア語の数詞は一般的に、決定される名詞の性別に関係なく単一の形を持つ。例外は、数詞 un/o (「1」) doi/două (「2」) と、最後の桁が1または2の場合の2桁以上の数字で構成される数字である。これらは男性形と女性形を持つ。ルーマニア語には、数詞、形容詞、または他の名詞の限定詞に性別を問わない形はない。

### 数
ルーマニア語には、単数と複数の2つの数がある。形態的には、複数形は単数形に特定の語尾を加えることで構築される。例えば、定冠詞のない主格名詞は、語尾 -i、-uri、-e、または -le のいずれかを追加することで複数形を形成する。複数形の形成メカニズムは、多くの場合、単語構造の他の変化を伴うが、各名詞ごとに固有の特性であり、名詞とともに学習する必要がある。
例：
- -i: pom – pomi (「木」), cal – cai (「馬」), tată – tați (「父」), barcă – bărci (「ボート」);
- -uri: tren – trenuri (「列車」), treabă – treburi (「仕事」), cort – corturi (「テント」);
- -e: pai – paie (「わら」), masă – mese (「テーブル、食事」), teatru – teatre (「劇場」), muzeu – muzee (「美術館」);
- -le: stea – stele (「星」), cafea – cafele (「コーヒー」), pijama – pijamale (「パジャマ」).

### 格
ルーマニア語はラテン語から3つの格を継承している。主格/対格、与格/属格、そして呼格である。形態的に、主格と対格は名詞では同一である。同様に、属格と与格は同じ形を共有する（ただし、これらの組は人称代名詞では区別される）。呼格は、通常、直接呼びかけられることが多い人や物を指す名詞に限定されるため、あまり使用されない。さらに、呼格名詞は、明確な呼格形がある場合でも、主格形を借用することがよくある。
属格-与格形は、主格から派生させることができる。女性名詞の場合、与格/属格単数で使用される形は、ほとんどの場合、主格複数形と同じである。例えば、o carte – unei cărți – două cărți (一冊の本 – 一冊の本の/に – 二冊の本)。
名詞が定冠詞以外の限定詞（不定冠詞、指示詞、不定数量詞）によって限定されている場合、属格-与格の接辞は名詞ではなく、この限定詞に適用される。例えば、un băiat – unui băiat (「一人の少年」 – 「一人の少年の/に」)。同様に、名詞が定冠詞（ルーマニア語では後置される、該当セクション参照）によって限定されている場合、属格-与格の標識は、冠詞とともに名詞の最後に付加される。例えば、băiatul – băiatului (「その少年」 – 「その少年の/に」), cartea – cărții (「その本」 – 「その本の/に」)。男性固有名詞で人を指すものは、lui という冠詞を名詞の前に置くことで属格-与格を形成する。lui Brâncuși (「ブランクーシの/に」)。女性名詞でも、典型的な女性語尾を持たない場合にのみ同じことが当てはまる。lui Carmen。
numele trandafirului (「バラの名前」) のような通常の属格句では、属格は特定の語尾 (この例では -lui) によってのみ認識され、他の単語は必要ない。しかし、他の状況では、通常は属格属性によって修飾される名詞が「不定」の場合、属格冠詞が必要となる。例えば、câteva opere ale scriitorului (「その作家の作品のいくつか」)。
ルーマニア語の与格句は、スペイン語と同様の接語重複を示す。与格の名詞は、代名詞によって二重に書かれる。文中のこの代名詞の位置は、法と時制に依存する。例えば、Le dau un cadou părinților (「私は両親にプレゼントをあげる」) という文では、代名詞 le は、追加の情報をもたらすことなく、名詞 părinților を改めて表している。
上で述べたように、ルーマニア語の呼格には、ほとんどの名詞で特別な形がある。現代ルーマニア語の傾向は、主格形を使用することである。しかし、伝統的な呼格は、特にくだけた話し言葉や、田舎に住む人々によって、口頭で保持されている。都市部の住民の大多数は、それを「洗練されていない」話し言葉の印と見なし、その使用を控える。呼格の形は以下の通りである（呼格は定形と不定形の両方を持たないことに注意。以下の規則は、名詞の不定形に適用される）。
- 非強勢の -ă/-a で終わる単数女性名詞と固有名詞は、語尾 -o を取る。例: fată → fato (「少女よ！」)。ただし、一部の一般的な複数形は異なる: Maria → Mărie「！」 (「マリア！」)。
- 非強勢の -e で終わる単数女性名詞は、語尾 -eo を取る。例: punte → punteo「！」 (「橋よ！」)。時々、*e* が完全に脱落することがある。
- 強勢の -a で終わる単数女性名詞は、語尾 -auo を取る。例: nuia → nuiauo「！」 (「棒よ！」)。
- 子音で終わる単数男性名詞と中性名詞は、語尾 -ule を取る。例: băiat → băiatule「！」 (「少年よ！」)。有生名詞の呼格は、名詞が固有名詞であるかのように形成されることがある: băiat → băiete「！」 (下記参照)。
- 非強勢の -e/-ă で終わる単数男性名詞と中性名詞は、余分な語尾を取らない (-Ø)。例: frate → frate「！」 (「兄弟よ！」)。
- 男性固有名詞は、語尾 -e を取る。例: Ștefan → Ștefane「！」 (「ステファン！」)。一部の単語は、母音にも変化が見られる (Ion → Ioane「！」 「ジョン！」)。
- すべての複数名詞は、語尾 -lor を取る。例: mere → merelor「！」 (「リンゴよ！」)。

以下に、完全に曲用された名詞の例を示す。
|           | 定冠詞なし     | 定冠詞なし        | 定冠詞なし   | 定冠詞なし   | 定冠詞なし | 定冠詞なし |
| 男性      | 男性           | 女性              | 女性         | 中性         | 中性       |            |
| 単数      | 複数           | 単数              | 複数         | 単数         | 複数       |            |
| --------- | -------------- | ----------------- | ------------ | ------------ | ---------- | ---------- |
| 主格 対格 | băiat [bəˈjat] | băieți [bəˈjet͡sʲ] | mamă [ˈmamə] | mame [ˈmame] | ou [ow]    | ouă [ˈowə] |
| 属格 与格 | băiat [bəˈjat] | băieți [bəˈjet͡sʲ] | mame [ˈmame] | mame [ˈmame] | ou [ow]    | ouă [ˈowə] |

|           | 定冠詞あり             | 定冠詞あり              | 定冠詞あり     | 定冠詞あり         | 定冠詞あり      | 定冠詞あり       |
| 男性      | 男性                   | 女性                    | 女性           | 中性               | 中性            |                  |
| 単数      | 複数                   | 単数                    | 複数           | 単数               | 複数            |                  |
| --------- | ---------------------- | ----------------------- | -------------- | ------------------ | --------------- | ---------------- |
| 主格 対格 | băiatul [bəˈjatul]     | băieții [bəˈjet͡sij]     | mama [ˈmama]   | mamele [ˈmamele]   | oul [ˈo.ul]     | ouăle [ˈowəle]   |
| 属格 与格 | băiatului [bəˈjatuluj] | băieților [bəˈjet͡silor] | mamei [ˈmamej] | mamelor [ˈmamelor] | oului [ˈo.uluj] | ouălor [ˈowəlor] |

| 男性 | 男性                                 | 女性                    | 女性         | 中性               | 中性          |                  |
| 単数 | 複数                                 | 単数                    | 複数         | 単数               | 複数          |                  |
| ---- | ------------------------------------ | ----------------------- | ------------ | ------------------ | ------------- | ---------------- |
| 呼格 | băiatule/băiete [bəˈjatule, bəˈjete] | băieților [bəˈjet͡silor] | mamo [ˈmamo] | mamelor [ˈmamelor] | oule [ˈo.ule] | ouălor [ˈowəlor] |

## 冠詞

### 定冠詞
ルーマニア語のしばしば言及される特徴は、アルーマニア語、メグレノ・ルーマニア語、イストロ・ルーマニア語と共有している点だが、他のすべてのロマンス諸語とは異なり、定冠詞は通常、アルバニア語、ブルガリア語、マケドニア語や北ゲルマン語群のように、名詞の語尾に後置詞として付加される（バルカン言語連合を参照）。これらの後置定冠詞は、他のロマンス語と同様に、ラテン語の指示代名詞から形成されたと考えられている。以下の表は、ルーマニア語定冠詞の一般的に受け入れられている語源を示す。
|           | 男性                                                                                | 男性                                        | 女性                                                      | 女性                                                           |
| 単数      | 複数                                                                                | 単数                                        | 複数                                                      |                                                                |
| --------- | ----------------------------------------------------------------------------------- | ------------------------------------------- | --------------------------------------------------------- | -------------------------------------------------------------- |
| 主格 対格 | ラテン語 対格 illum → ルーマニア語 -ul → -l, -le, -ul                               | ラテン語 主格 illī → ルーマニア語 -l'i → -i | ラテン語 対格 illam → ルーマニア語 -euă → -eau → -a       | ラテン語 主格 illae → ルーマニア語 -le                         |
| 属格 与格 | 後期ラテン語 与格 illui、cui と俗ラテン語 illaei の影響を受ける → ルーマニア語 -lui | ラテン語 属格 illōrum → ルーマニア語 -lor   | ラテン語 与格 illī、cui の影響を受ける → ルーマニア語 -ei | ラテン語 属格 illōrum (性の区別は失われた) → ルーマニア語 -lor |

例：
- 男性名詞 (単数、主格/対格):

codru – codrul (「森」 – 「その森」);
pom – pomul (「木」 – 「その木」);
frate – fratele (「兄(弟)」 – 「その兄(弟)」);
tată – tatăl (「父」 – 「その父」)。
- 中性名詞 (単数、主格/対格):

teatru – teatrul (「劇場」 – 「その劇場」);
loc – locul (「場所」 – 「その場所」);
- 女性名詞 (単数、主格/対格):

casă – casa (家 – その家);
floare – floarea (花 – その花);
cutie – cutia (箱 – その箱);
stea – steaua (星 – その星);

### 不定冠詞
ルーマニア語の不定冠詞は、定冠詞とは異なり、名詞の前に置かれ、同様にラテン語から派生している。
|           | 男性                                                      | 男性                                      | 女性                                                            | 女性                                                            |
| 単数      | 複数                                                      | 単数                                      | 複数                                                            |                                                                 |
| --------- | --------------------------------------------------------- | ----------------------------------------- | --------------------------------------------------------------- | --------------------------------------------------------------- |
| 主格 対格 | ラテン語 対格 ūnum → ルーマニア語 un                      | ラテン語 nescio quid → ルーマニア語 niște | ラテン語 対格 ūnam → ルーマニア語 o                             | ラテン語 nescio quid → ルーマニア語 niște                       |
| 属格 与格 | ラテン語 与格 ūnī、cui の影響を受ける → ルーマニア語 unui | ラテン語 属格 ūnōrum → ルーマニア語 unor  | ラテン語 属格/与格 ūnae、cui の影響を受ける → ルーマニア語 unei | ラテン語 属格 ūnōrum (性別の区別は失われた) → ルーマニア語 unor |

(ラテン語の句 nescio quid は、「何かわからないもの」を意味する。)
呼格の名詞は、不定冠詞によって決定することはできない。
不定冠詞の使用例：
- 男性:

主格/対格: 単数 un copil (子供) – 複数 niște copii (([いくつかの] 子供たち);
属格/与格: 単数 unui copil (一人の子供の/へ) – 複数 unor copii (([いくつかの] 子供たちの/へ);
- 中性:

主格/対格: 単数 un loc (場所) – 複数 niște locuri (([いくつかの] 場所);
属格/与格: 単数 unui loc (場所の/へ) – 複数 unor locuri (([いくつかの] 場所の/へ);
- 女性:

主格/対格: 単数 o masă (テーブル) – 複数 niște mese (([いくつかの] テーブル);
属格/与格: 単数 unei mese (テーブルの/へ) – 複数 unor mese (([いくつかの] テーブルの/へ);

### 形容詞に付加される冠詞
名詞が形容詞によって限定される場合、通常の語順は「名詞 + 形容詞」であり、冠詞（定冠詞または不定冠詞）は名詞に付加される。ただし、「形容詞 + 名詞」の語順も可能であり、主に形容詞を強調するために使用される。その場合、冠詞と格標識（もしあれば）は、代わりに形容詞に適用される。
- 名詞 + 形容詞 (通常の語順):

un student bun (良い学生);
studentul bun (その良い学生);
unui student bun (良い学生に);
studentului bun (その良い学生に)。
- 形容詞 + 名詞 (逆順):

un bun student (良い学生);
bunul student (その良い学生);
unui bun student (良い学生に);
bunului student (その良い学生に)。

### 指示冠詞
指示冠詞は、形容詞の相対最上級を強調するために使用される。形は、cel と celui (男性単数)、cea と celei (女性単数)、cei と celor (男性複数)、そして cele と celor (女性複数) である。

### 属格冠詞
ルーマニア語には、属格の名詞が、いわゆる属格冠詞 (または所有冠詞) の存在を必要とする状況がある (例えば、「属格」のセクションの「ルーマニア語の名詞」を参照)。英語の前置詞 of といくらか似ている。例えば、「中国の地図」は、ルーマニア語では「o hartă a Chinei」となり、ここで "a" は属格冠詞である。以下の表は、属格冠詞が性別と数によってどのように変化するかを示す。
|      | 男性 | 中性 | 女性 |
| 単数 | al   | al   | a    |
| 複数 | ai   | ale  | ale  |

属格冠詞は、属格/与格形も持つ。これらは所有代名詞でのみ使用される。それらは、alui (男性単数)、alei (女性単数)、そして alor (複数、両性) である。これらの形は、特に単数形はめったに使用されず、文は通常、それらを避けるために言い換えられる。

## 形容詞
ルーマニア語の形容詞は、事物の性質を決定する。それらは、ルーマニア語で nume predicativ (名詞述語) と呼ばれる、属性と形容詞的補語の統語機能のみを満たすことができる。

### 形容詞の活用
ルーマニア語の形容詞は、数と性（および女性単数属格/与格では格）によって活用する。すべての組み合わせで明確な形態を持つ形容詞もあれば、複数形でのみ性別を区別しない形容詞、性別を区別しない形容詞、そして性別も数も区別しない形容詞も少数存在する。
形容詞 frumos (「美しい」) は、4つの異なる活用形を持つ。
|      | 単数     | 複数     |
| ---- | -------- | -------- |
| 男性 | frumos   | frumoși  |
| 女性 | frumoasă | frumoase |
| 中性 | frumos   | frumoase |

形容詞 lung (「長い」) は、3つの形を持つ。
|      | 単数  | 複数  |
| ---- | ----- | ----- |
| 男性 | lung  | lungi |
| 女性 | lungă | lungi |
| 中性 | lung  | lungi |

形容詞 verde (「緑色の」) は、2つの活用形を持つ。
| 単数  | 複数  |
| ----- | ----- |
| verde | verzi |

外来語から借用された形容詞 oranj (「オレンジ色の」) は、「不変化」と呼ばれ、活用形は1つしかない。
| 形容詞 |
| ------ |
| oranj  |

複数の活用形を持つ形容詞は、「変化形容詞」と呼ばれる。

### 形容詞の統語
形容詞の統語機能は以下の通り。
- 属性: 名詞、代名詞、または数詞を定義する場合 (例: その金髪の少年はここにいる。 Băiatul blond este aici.)
- 形容詞的補語: コピュラ動詞を定義する場合 (例: その少年は金髪だ。 Băiatul este blond.)

### 比較級
形容詞は、比較級を持つこともできる。
- 原級 (frumos、美しい)
- 比較級:
  - 同等比較級 (la fel de frumos、～と同じくらい美しい)
  - 不等比較級 (以下の級は、「優等/劣等比較級」として記述されており、「優等/劣等の不等比較級」ではないことに注意)
    - 優等比較級 (mai frumos、より美しい)
    - 劣等比較級 (mai puțin frumos、より美しくない)
- 最上級:
  - 相対最上級
    - 優等相対最上級 (cel mai frumos、最も美しい)
    - 劣等相対最上級 (cel mai puțin frumos、最も美しくない)

  - 絶対最上級 (foarte frumos、非常に美しい)
    - 優等絶対最上級 (foarte frumos、 「非常に美しい」と訳される)
    - 劣等絶対最上級 (foarte puțin frumos、おおよそ 「非常に少し美しい」と訳される)。ただし、この形はあまり使用されず、反意語を使用できる (foarte puțin frumos は foarte urât、「非常に少し美しい」は 「非常に醜い」になる)。

## 代名詞

### 人称代名詞
人称代名詞は、句中の用法に応じて、4つの異なる格で現れる。

#### 主格
ルーマニア語には、8つの人称代名詞 (pronume personale) がある
|        |        | 単数 | 複数 |
| ------ | ------ | ---- | ---- |
| 一人称 | 一人称 | eu   | noi  |
| 二人称 | 二人称 | tu   | voi  |
| 三人称 | 男性   | el   | ei   |
| 三人称 | 女性   | ea   | ele  |

上記の代名詞は、主格の場合である。文の意味を曖昧さをなくす必要がある場合を除き、ルーマニア語では通常省略される。通常、動詞の語尾が主語に関する情報を提供する。複数代名詞の女性形は、女性のみの集団または項目にのみ使用される。グループに両性の要素が含まれる場合、男性形が使用される。感嘆や呼びかけに使用されるルーマニア語の呼格の代名詞も、主格の形を取る。

#### 対格
代名詞の対格形は、強勢形と非強勢形の2つの形で現れる。
|        |        | 単数      | 単数     | 複数     | 複数     |
|        |        | 強勢形    | 非強勢形 | 強勢形   | 非強勢形 |
| ------ | ------ | --------- | -------- | -------- | -------- |
| 一人称 | 一人称 | (pe) mine | mă       | (pe) noi | ne       |
| 二人称 | 二人称 | (pe) tine | te       | (pe) voi | vă       |
| 三人称 | 男性   | (pe) el   | îl       | (pe) ei  | îi       |
| 三人称 | 女性   | (pe) ea   | o        | (pe) ele | le       |

代名詞の強勢形は、（倒置されていない句で）動詞の後に使用されるが、非強勢形は動詞の前に使用される。ルーマニア語では、関係節が使用されている場合、代名詞の両方の形が文中に存在する必要があり、これは形の順序も逆にする (強勢形が非強勢形の前に来る)。それ以外の場合、強勢形は通常省略される。唯一の例外は、代名詞を強調するために使用される場合である。
- Îl văd – 私は彼/それを見る (事実の陳述)
- Îl văd pe el – 私が彼を見る (私が見るのは彼であり、他の誰でもない)
- Fata pe care o văd – 私が見る少女

#### 与格
代名詞の与格形。
|        |        | 単数   | 単数     | 複数   | 複数     |
|        |        | 強勢形 | 非強勢形 | 強勢形 | 非強勢形 |
| ------ | ------ | ------ | -------- | ------ | -------- |
| 一人称 | 一人称 | mie    | îmi      | nouă   | ne       |
| 二人称 | 二人称 | ție    | îți      | vouă   | vă       |
| 三人称 | 男性   | lui    | îi       | lor    | le       |
| 三人称 | 女性   | ei     | îi       | lor    | le       |

#### 属格
代名詞の属格 (所有代名詞とも呼ばれる、pronume posesive) の形は以下の通り。
|        |      |        |        | 被所有物  | 被所有物  | 被所有物  | 被所有物  | 被所有物    | 被所有物    |
| 単数   | 単数 | 単数   | 複数   | 複数      | 複数      |           |           |             |             |
| 男性   | 中性 | 女性   | 男性   | 中性      | 女性      |           |           |             |             |
| ------ | ---- | ------ | ------ | --------- | --------- | --------- | --------- | ----------- | ----------- |
| 所有者 | 単数 | 一人称 | 一人称 | al meu    | al meu    | a mea     | ai mei    | ale mele    | ale mele    |
| 所有者 | 単数 | 二人称 | 二人称 | al tău    | al tău    | a ta      | ai tăi    | ale tale    | ale tale    |
| 所有者 | 単数 | 三人称 | 男性   | al lui    | al lui    | a lui     | ai lui    | ale lui     | ale lui     |
| 所有者 | 単数 | 三人称 | 女性   | al ei     | al ei     | a ei      | ai ei     | ale ei      | ale ei      |
| 所有者 | 複数 | 一人称 | 一人称 | al nostru | al nostru | a noastră | ai noștri | ale noastre | ale noastre |
| 所有者 | 複数 | 二人称 | 二人称 | al vostru | al vostru | a voastră | ai voștri | ale voastre | ale voastre |
| 所有者 | 複数 | 三人称 | 三人称 | al lor    | al lor    | a lor     | ai lor    | ale lor     | ale lor     |

三人称における属格の保持は注目に値する。ラテン語の eius、eorum と同様に、代名詞は被所有物ではなく所有者に応じて活用する。

### 再帰代名詞
再帰代名詞 (pronume reflexive) の形は以下の通り
|        | 対格         | 対格         | 与格        | 与格        |
| 単数   | 複数         | 単数         | 複数        |             |
| ------ | ------------ | ------------ | ----------- | ----------- |
| 一人称 | pe mine / mă | pe noi / ne  | mie / îmi   | nouă / ne   |
| 二人称 | pe tine / te | pe voi / vă  | ție / îți   | vouă / vă   |
| 三人称 | pe sine / se | pe sine / se | sieși / își | sieși / își |

上記の再帰代名詞は、対格と与格であり、強勢形と非強勢形の両方がある。明確にされているように、再帰代名詞は人称代名詞と同一であるが、三人称のみが完全に新しい形を持つ点が異なる。再帰代名詞の属格形は、一人称と二人称では同じであるが、三人称単数では異なり、al său となる。これはラテン語の用法を直接引き継いだものである。ラテン語の suus は、所有者が文の主語である場合のみ使用されていた。

### 敬称代名詞
敬称代名詞 (pronumele de politețe) は、誰かに丁寧に呼びかける方法である。通常、見知らぬ人とのやり取りや、よく知らない大人や教師に敬意を表する子供が話す際に使用される。複数形で使用する場合、二人称代名詞は丁寧なもので、公式な場面や、知り合いでない大人同士で使用されるが、その単数形は丁寧さに欠ける。
敬称代名詞は、君主に呼びかけるために使用されていた古ルーマニア語のフレーズ、例えば Domnia Ta、Domnia Voastră、Domnia Lui (「陛下」、「皆様の陛下 (複数)」、「国王陛下」、文字通りには「あなたの統治」、「皆様の統治」など) から派生した。母音脱落によって、domnia は dumnea に短縮された。また、mata、mătăluță および同様の代名詞は、かつては敬称代名詞と見なされていたが、今日では田舎のコミュニティ (例えば、隣人同士) でのみ使用されていることに注意すべきである。
敬称代名詞はすべて、すべての格で同じ形を持ち (唯一の例外は dumneata で、属格/与格形は dumitale' である)、自分自身を指すために使用されないため、二人称と三人称にのみ存在する。
|        |        | 単数                          | 複数                            |
| ------ | ------ | ----------------------------- | ------------------------------- |
| 二人称 | 二人称 | dumneavoastră, domnia voastră | dumneavoastră, domniile voastre |
| 三人称 | 男性   | dumnealui, domnia lui         | dumnealor, domniile lor         |
| 三人称 | 女性   | dumneaei, domnia ei           | dumnealor, domniile lor         |

ロマンス諸語の中のルーマニア語の特異性は、古ルーマニア語 dânsul/dânsa を用いて作られた中間的な丁寧さのレベルのものが発展したことである。これは、前置詞 de と焦点詞 îns (それ自体はラテン語代名詞 ipse から) から形成された、人称代名詞 el/ea の変種である。単数の二人称敬称代名詞とともに、最低限の丁寧さを表すが、人称代名詞よりも丁寧である。
|            | 人称     | 中間的           | 敬称                 |
| ---------- | -------- | ---------------- | -------------------- |
| 二人称単数 | tu       | dumneata         | dumneavoastră        |
| 三人称単数 | el / ea  | dânsul / dânsa   | dumnealui / dumneaei |
| 三人称複数 | ei / ele | dânșii / dânsele | dumnealor            |

### 指示代名詞
ルーマニア語には多くの指示代名詞 (pronume demonstrative) がある。これらは、それぞれ近称代名詞、遠称代名詞、区別代名詞、同一性代名詞を意味する、 pronume de apropiere, pronume de depărtare, pronume de diferențiere, pronume de identitate, として分類される。

#### 近称代名詞と遠称代名詞
これらの代名詞は、話し手に近い対象物、または話し手から遠い対象物を記述する（丁寧な言い方/くだけた言い方）。
|      | 近称代名詞   | 近称代名詞    | 遠称代名詞 | 遠称代名詞  |
| 単数 | 複数         | 単数          | 複数       |             |
| ---- | ------------ | ------------- | ---------- | ----------- |
| 男性 | acesta/ăsta  | aceștia/ăștia | acela/ăla  | aceia/ăia   |
| 中性 | acesta/ăsta  | acestea/ăstea | acela/ăla  | acelea/alea |
| 女性 | aceasta/asta | acestea/ăstea | aceea/aia  | acelea/alea |

#### 区別代名詞と同一性代名詞
これらの代名詞は、前述の対象物とは異なる対象物、または同一の対象物を記述する。
|      | 区別代名詞 | 区別代名詞 | 同一性代名詞 | 同一性代名詞 |
| 単数 | 複数       | 単数       | 複数         |              |
| ---- | ---------- | ---------- | ------------ | ------------ |
| 男性 | celălalt   | ceilalți   | același      | aceiași      |
| 中性 | celălalt   | celelalte  | același      | aceleași     |
| 女性 | cealaltă   | celelalte  | aceeași      | aceleași     |

### 強意代名詞
強意代名詞と強意形容詞は、強調のために使用される。
|        | 強意代名詞          | 強意代名詞          | 強意代名詞          | 強意代名詞              | 強意代名詞              | 強意代名詞              |
| 単数   | 単数                | 単数                | 複数                | 複数                    | 複数                    |                         |
| 男性   | 中性                | 女性                | 男性                | 中性                    | 女性                    |                         |
| ------ | ------------------- | ------------------- | ------------------- | ----------------------- | ----------------------- | ----------------------- |
| 一人称 | însumi (私自身)     | însumi (私自身)     | însămi (私自身)     | înșine (私たち自身)     | însene (私たち自身)     | însene (私たち自身)     |
| 二人称 | însuți (あなた自身) | însuți (あなた自身) | însăți (あなた自身) | înșivă (あなたたち自身) | însevă (あなたたち自身) | însevă (あなたたち自身) |
| 三人称 | însuși (彼自身)     | însuși (彼自身)     | însăși (彼女自身)   | înșiși (彼ら自身)       | înseși (彼女ら自身)     | înseși (彼女ら自身)     |

### 関係代名詞と疑問代名詞
Pronumele relative și interogative、これら2種類の代名詞は、形は同一だが、用法が異なる。関係代名詞は関係節を主節に接続するために使用されるが、疑問代名詞は質問を形成するために使用される。疑問代名詞は、関係代名詞と区別するために、通常、疑問符を付けて書き出される。
これらは最も一般的な関係/疑問代名詞である。
| 関係代名詞 | cine | (a/al/ai/ale) cui | care | pe care | ce      | (a/al/ai/ale) cărui(a)/cărei(a)/căror(a) |
| 日本語訳   | 誰   | (誰の), 誰に      | どれ | どれ/誰 | どれ/誰 | (誰の), 誰に                             |

### 否定代名詞と不定代名詞
Pronumele negative și nehotărâte、これら2種類の代名詞は、否定、および不定の概念を表すために使用される。不定代名詞は多数存在するが、否定代名詞は限られた数しかない。
最も一般的な不定代名詞は以下の通り。
| 不定代名詞 | mult | tot    | unul/una | altul/alta | atât                | puțin/nițel | destul |
| 日本語訳   | 多い | すべて | 1つ      | 他の       | そんなに/同じくらい | 少し        | 十分   |

最も一般的な否定代名詞は以下の通り。
| 否定代名詞 | nimeni/nimenea | nimic/nimica | niciunul/niciuna | niciunui(a)/niciunei(a)       |
| 日本語訳   | 誰も～ない     | 何も～ない   | どれも～ない     | 誰の～でもない (誰にも～ない) |

## 数詞
ルーマニア語文法では、英語とは異なり、数を表す単語は、numerale (複数形: numerale) と呼ばれる独立した品詞を形成すると考えられている。例：
- 基数詞
  - 固有: doi (「2」);
  - 乗数詞: îndoit (「2倍の」);
  - 集合数詞: amândoi (「両方」);
  - 分配数詞: câte doi (「2つずつ」);
  - 分数詞: doime (「半分」) (発音 [ro]);
  - 副詞数詞: de două ori (「2回」);
- 序数詞: al doilea (「2番目の」).

## 動詞
すべてのロマンス諸語と同様に、ルーマニア語の動詞は、人称、数、時制、法、および態に応じて活用する。文中の通常の語順は、SVO (主語 - 動詞 - 目的語) である。ルーマニア語の動詞は、伝統的に不定法における語尾に応じて4つの大きな活用グループに分類される。各グループの実際の活用パターンは複数存在する。
- 第一活用: –a で終わる動詞 (長不定法は –are)。例えば、 a da, dare 「与える」、 a cânta, cântare 「歌う」、母音連続 ea で終わるもの (例えば、 a crea, creare 「創造する」) を含む。正書法的に –chea および –ghea で終わる動詞も、長不定法が –ere で終わるものの、活用パターンがこのグループに一致するため、ここに含まれる: a veghea, veghere 「見張る」。
- 第二活用: –ea で終わる動詞 (長不定法は強勢のある -ere)。ea が二重母音である場合に限る。例えば、 a putea, putere 「～できる」、 a cădea, cădere 「落ちる」。
- 第三活用: –e で終わる動詞 (長不定法は非強勢の –ere)。例えば、 a vinde, vindere 「売る」、 a crede, credere 「信じる」。
- 第四活用: –i で終わる動詞 (長不定法は –ire)。例えば、 a veni, venire 「来る」。
- 第五活用: -î で終わる動詞 (長不定法は -âre)。例えば、 a hotărî, hotărâre, 「決定する」。

## 副詞
ルーマニア語では、副詞は通常、動詞を決定する (が、節または文全体を修飾することもできる)。動詞の動作に質的な記述を追加する。ルーマニア語の副詞は不変であり、対応する形容詞の男性単数形と同一である。例外は、形容詞-副詞のペア bun-bine (「良い」(男性単数) – 「よく」) である。
いくつかの例を挙げる。
- Băieții sunt jucători buni. – 少年たちは良い選手だ。 (形容詞)
- Băieții joacă bine. – 少年たちは上手にプレーする。 (副詞)
- Cântecul acesta este frumos. – この歌は美しい。 (形容詞)
- Cântăreața cântă frumos. – 歌手は美しく歌う。 (副詞)

## 前置詞
名詞の前の前置詞は、名詞が取るべき格を決定する。
主格の名詞を取る前置詞はない。

### 対格の前置詞
- pe は、直接目的語が固有名詞で表される場合に使用され、その場合、語彙的な意味を持たない。 Pe は、場所の状況目的語 (英語の「on」) を導入するために、対格とともに使用されることもある。
- cu (「～と」) は、動作の手段を導入する。会話の相手、対象物との関連、または交通手段などを示すために使用される。
- la (「～に」) は、動作の場所または時間、あるいはその方向を示す。より具体的な形は、 în (中に)、 spre (～へ)、 pe la (～の周りに) である。
- pentru (「～のために」) は、動作の範囲、またはその受益者を示す[17]。

### 与格の前置詞
与格を要求する唯一の前置詞は、 grație (おかげで)、 datorită (～によって、～のおかげで)、 mulțumită (おかげで)、 conform (～に従って)、 contrar (～に反して)、 potrivit (～によると)、 aidoma — 古風 — (～のように、～と同様に)、 asemenea (そのような) である。

### 属格の前置詞
他の前置詞は、名詞の属格を必要とする。この種の前置詞の中には、女性名詞を含むフレーズから進化したものがあり、結果として、目的語が代名詞である場合、女性の所有形を必要とすることに注意すべきである。例: împotriva mea (私に反対して)。

## 感動詞
ルーマニア語には多くの感動詞があり、それらは一般的に使用される。動物や物体が出す音を示すものは、英語の擬音語に似た形式である onomatopee と呼ばれる。以下に、いくつかの感動詞とその英語での近似的な対応語を示す。

### 一般的な感動詞
- Vai! – ああ！/ おや！
- Ah! – 英語と同じ
- Oau! – わあ！ (英語の綴りを反映して "uau" と綴られることが多い)
- Of! – ため息に相当
- Hmmm... – 考えているときに言う
- Mamă-mamă – すごいことや並外れたことを表現するときに言う
- Iată – 英語の 「behold!」 (見よ！) にやや似ている

### 擬音語
- lip-lip – 液体をすすり込む音 (通常は犬)
- țuști – 素早い動きを表す音
- mor-mor – クマが出す音
- cucurigu – オンドリが出す音、「コケコッコー！」
- ham-ham – 犬が出す音、「ワンワン！」
- miau – 猫が出す音、「ニャー！」
- cip-cirip – 鳥が出す音、「チチチ！」
- mu – 牛が出す音、「モー！」
- mac-mac – アヒルが出す音、「ガーガー！」

### 文中での使用
文中で、感動詞は属性、動詞相当語として機能することができ、または統語機能を持たない、単なるフィラーとして使用することもできる。
- 属性: Mi-am luat o fustă mamă-mamă. 私はイケてるスカートを買った。
- 動詞相当語: Iată-l pe Ion. ほら、そこにイオンがいる。
- フィラー: Hmmm... Mă gândesc ce să fac. うーん... 何をしようか考えている。

## 句の構文
ルーマニア語には句の構文に関する用語と規則があり、これは単文が単一の複文内で互いにどのように関連するかを記述するものである。単文が取りうる機能は多数あり、その数は通常、述語の数によって決定される。また、英語の「単文」、「複文」、「句」という用語に対するルーマニア語の用語は、やや直感に反することにも注意すべきである。ルーマニア語の用語 propoziție は、「単文」(または「節」) とほぼ同じ意味である。複文 (または重文) を記述するために、ルーマニア語は単語 frază を使用するが、これは英語の単語 phrase (句) と混同される可能性があり、phrase は複文ではなく、単語のまとまりを記述する。結果として、ルーマニア語には英語の「名詞句」や「動詞句」に相当する用語がなく、後者にはより一般的に理解されている用語 predicate (述語) を好んで使用する。前者にはルーマニア語に正式な同等語がない。
単文は、 主節 と 従属節 の2つのタイプに分類できる。

### 主節
複文において、主節は他の文に依存せず、それ自体で完全に理解可能なものである。言い換えれば、単独で意味を持つ。次の例では、 動詞句 に下線が引かれている。
例:
Am văzut copiii din curtea școlii.
学校の校庭にいる子供たちを私は見た。
この文は長いが、それでも単一の単文であり、主節から構成されている。

### 従属節
従属節は、単独で意味を持つことはできない。意味を与えるためには主節に依存する。通常、主節または従属節である別の節の要素を決定または定義する。次の例では、 動詞句 に下線が引かれ、2つの文を関連付けるために使用される関係代名詞である 関係要素 が太字になっている。また、文は分離され、番号が付けられている。
例:
Am văzut copiii 1/ care sunt în curtea școlii. 2/
私は、学校の校庭に2/ いる 1/ ような 子供たちを見た。
関係節以外にも従属節があり、関係節は名詞、代名詞、または数詞を決定する形容詞節であり、動詞句ではない。残りのケースのいくつかを示す例のリストを以下に示す。
直接目的語節 (propoziție subordonată completivă directă):
Înțeleg 1/ ce zice profesoara. 2/
私は先生が言っていること2/ を1/ 理解する。
間接目的語節 (propoziție subordonată completivă indirectă):
Mă gândesc 1/ la ce spune profesoara. 2/
私は先生が言っていること2/ について1/ 考えている。
主語節 (propoziție subordonată subiectivă):
Ceea ce zice profesoara, 1/ e corect. 2/
先生が言っていること1/ は、正しい2/。
場所の状況目的語節 (propoziție subordonată completivă circumstanțială de loc):
Mă văd cu Ionuț 1/ unde (mi-)a propus el. 2/
私はイオヌツと1/ 彼が(私に)提案した2/ 場所で 会う。

### 等位接続詞によって導入される節
一部の接続詞は、導入される節のタイプを定義しないため、等位接続詞と呼ばれる。むしろ、既存の節を別の節と「等位に接続」し、新しい節を他方の節と同じタイプにする。等位接続詞には4つのタイプがある (リストは網羅的ではないことに注意)。
- 添加接続詞 は、 și (そして)、 nici (～も～ない)、 precum și (～と同様に) である。
- 対立接続詞 は、 dar/însă/ci (しかし) および iar (他方では) である。
- 選択接続詞 は、 sau/ori/fie (または/あるいは) である。
- 結論接続詞 は、 deci/așadar (したがって)、 în concluzie (結論として)、および prin urmare (それゆえ) である。

等位接続詞 (太字) によって連結された2つの主節 (1, 2) の例を以下に示す。
Ana este o fată 1/ și Ion este un băiat. 2/
アナは少女で1/ 、そして イオンは少年だ2/。
同じ目的のために2つの従属節 (2, 3) を結合することもできる。
V-am spus despre băiatul 1/ care este la mine în clasă, 2/ și care este foarte bun la matematică. 3/
私は、2/ で 私のクラスにいる1/ 少年と、3/ で 数学が非常に得意な 少年について話しました。
カンマを使用して文を並置することによっても、2つの主節 (1, 2) を結び付ける同じ効果を達成できる。
Am păzit palatul, 1/ palatul era și foarte greu de păzit. 2/
私は宮殿を警備した, 1/ 、宮殿は警備するのが非常に困難でもあった2/。